# Antoine Reboulot
Antoine Reboulot (* 17. Dezember 1914 in Decize, Frankreich; † 11. Juli 2002 in Montreal) war ein französisch-kanadischer Organist.

## Leben
Reboulot studierte zunächst am Institut National des Jeunes Aveugles. Es folgte ein Studium am Pariser Konservatorium bei Marcel Dupré, Henri Busser, Georges Caussade und Simone Plé. 1939 gewann er den Grand Prix der Société des Amis de l’orgue. Nach dem Studium wirkte er als Organist der Pariser Kirche Notre-Dame-de-la-Croix de Ménilmontant, an der Kathedrale von Perpignan, an der Kathedrale Saint-Louis de Versailles und an der Abteikirche St-Germain-des-Prés in Paris, wo er 1946 Nachfolger von André Marchal wurde. 1967 übersiedelte er nach Quebec in Kanada, wo er am Conservatoire de Trois-Rivières, an der Universität Laval und  an der University of Montreal unterrichtete. 1978 erhielt er die kanadische Staatsbürgerschaft. Er konzertierte in Ontario und Quebec sowie bei den Sommerkonzerten im St.-Josephs-Oratorium in Montreal. 1985 wurde er zum Ritter der Ehrenlegion ernannt. 1998 wurde er Ehrenmitglied der Fédération québécoise des amis de l’orgue.

## Tondokumente
- Grégorien et Polyphonie. LP, Sonotec 1961.
- Oeuvres de Dupré, Bach, Marchand (darin enthalten: Prélude et fugue en si majeur). LP, Siscom 1980.
- Les orgues anciens du Québec. LP, Alpen 1981.
- O crux ave. Choeurs De Radio-Canada. LP, Radio Canada 1981.
- Charles Tournemire: L’orgue mystique. Gemeinsam mit Bernard Foccroulle, Georges Delvallée, Pierre Segond, Bernard Heiniger. LP, Erato 1982.
- Louis Vierne: Troisième Symphonie en Fa dièse, op. 28. CD, REM 1990.
- Hommage à Louis Vierne. CD, CBC Records 1995.